# Carmen Polo
María del Carmen Polo y Martínez-Valdés (11. června 1900, Oviedo, Španělsko – 6. února 1988, Madrid, Španělsko) byla manželkou generála Francisca Franca.

## Život
Carmen Polo byla dcerou bohatého obchodníka ze severošpanělského Ovieda. Dostala katolickou výchovu, nejprve u voršilek, později u salesiánek.
Za Francisca Franca se provdala 22. října 1923. Pár se brzy přestěhoval do španělského Maroka, kde byl Franco spoluzodpovědný za vedení Rífské války.
Na svého muže měla Carmen Polo silný vliv, zejména v otázkách spojených s katolickou církví a morálkou. Její puritánská výchova stála za cenzurou čehokoli se sexuálním podtextem, co se ve španělské literatuře, divadle a filmu během frankistického režimu v letech 1939 až 1975 objevilo.
Podle svého životopisce Ramona Garrigy přispěla Carmen Polo k tomu, že se premiérem v poslední Frankově vládě a první vládě po jeho smrti stal konzervativní právník Carlos Arias Navarro, pro svou roli v období Bílého teroru známý jako „řezník z Malagy“.

### Rodina
Manželé Francovi vychovávali jednu dceru, Maríu del Carmen (1926–2017). Historik José M. Zavala soudí, že přitom možná nebyla jejich dítětem, ale dcerou Francova bratra Ramóna (1896–1938) a ženy z ulice s přezdívkou La Gaviota. Navíc neexistují fotografie, na kterých by byla Carmen Polo těhotná, ani fotografie z raného dětství Maríe del Carmen.